# Гней Фульвий Центумал (консул 229 года до н. э.)
Гней Фу́львий Центума́л (лат. Gnaeus Fulvius Centumalus; родился, по одной из версий, в 265 году до н. э. — умер после 228 года до н. э.) — римский военачальник и политический деятель из плебейского рода Фульвиев Центумалов, консул 229 года до н. э. Командовал флотом в Первой Иллирийской войне. Согласно одной из версий античной традиции, был удостоен за победу над иллирийцами триумфа.

## Происхождение
Гней Фульвий принадлежал к плебейскому роду Фульвиев, представители которого переехали в Рим из Тускулума в середине IV века или немного позже и впервые достигли консульства в 322 году до н. э. Согласно Капитолийским фастам, отец и дед Гнея Фульвия носили тот же преномен — Гней. Об отце ничего не известно; дед, Гней Фульвий Максим Центумал, занимал должность консула в 298 году до н. э., а его брат стал родоначальником Фульвиев Нобилиоров.

## Биография
Первое упоминание о Гнее Фульвии относится к 229 году до н. э., когда он был консулом совместно с патрицием Луцием Постумием Альбином. На момент его избрания Рим готовился к войне с иллирийцами, вызванной усилением морских грабежей. Альбин возглавил армию, состоявшую из 20 тысяч пехотинцев и 2 тысяч всадников, а Центумал стал командиром флота в 200 кораблей, переправившего это войско из Брундизия в Аполлонию. Без боя под покровительство Рима перешли Аполлония и Эпидамн, а затем консулы двинулись вглубь материка; они освободили от осады Иссу, взяли штурмом ряд городов и подчинили большую часть страны союзнику Рима Деметрию Фаросскому.
Согласно Полибию, в конце года Центумал вернулся в Италию с большей частью флота (160 кораблей из 200), а его коллега перезимовал в Иллирии. Весной царица Тевта согласилась заключить мирный договор, по которому обязалась не позволять своим кораблям заплывать южнее Лисса, гарантировала выплату дани и отказывалась от претензий на города, контролируемые Римом. После этого Альбин вернулся в Рим, где был удостоен триумфа. Но фасты называют триумфатором Центумала, датируя его торжественное вступление в Рим 21 июня 228 года до н. э. В связи с этим существуют предположения, что Полибий спутал одного консула с другим: именно Гней Фульвий, а не Луций Постумий, мог стать проконсулом Иллирии и добиться окончательной победы в войне.
После этих событий Центумал не упоминается в источниках.

## Потомки
У Гнея Фульвия был сын того же имени, консул 211 года до н. э., погибший в сражении при Гердонии во время Второй Пунической войны.